# Југорск
Југорск (рус. Югорск) град је у Русији у Хантији-Мансији. Према попису становништва из 2010. у граду је живело 34067 становника.

## Становништво
| 1970. | 1979.  | 1989.  | 2002.  | 2010.  |
| ----- | ------ | ------ | ------ | ------ |
| 6.565 | 12.540 | 24.928 | 30.285 | 34.067 |